# Тохиль (гора)
Тохиль (лат. Tohil Mons) — гора на поверхности спутника Юпитера Ио, расположенная на обратном от Юпитера полушарии, по координатам 28,42° ю. ш. 161,57° з. д. Официальное название (в честь бога грозы и разрушения, принесшего людям огонь, из мифологии киче) горе дал Международный астрономический союз, в 1997 году.

## Строение

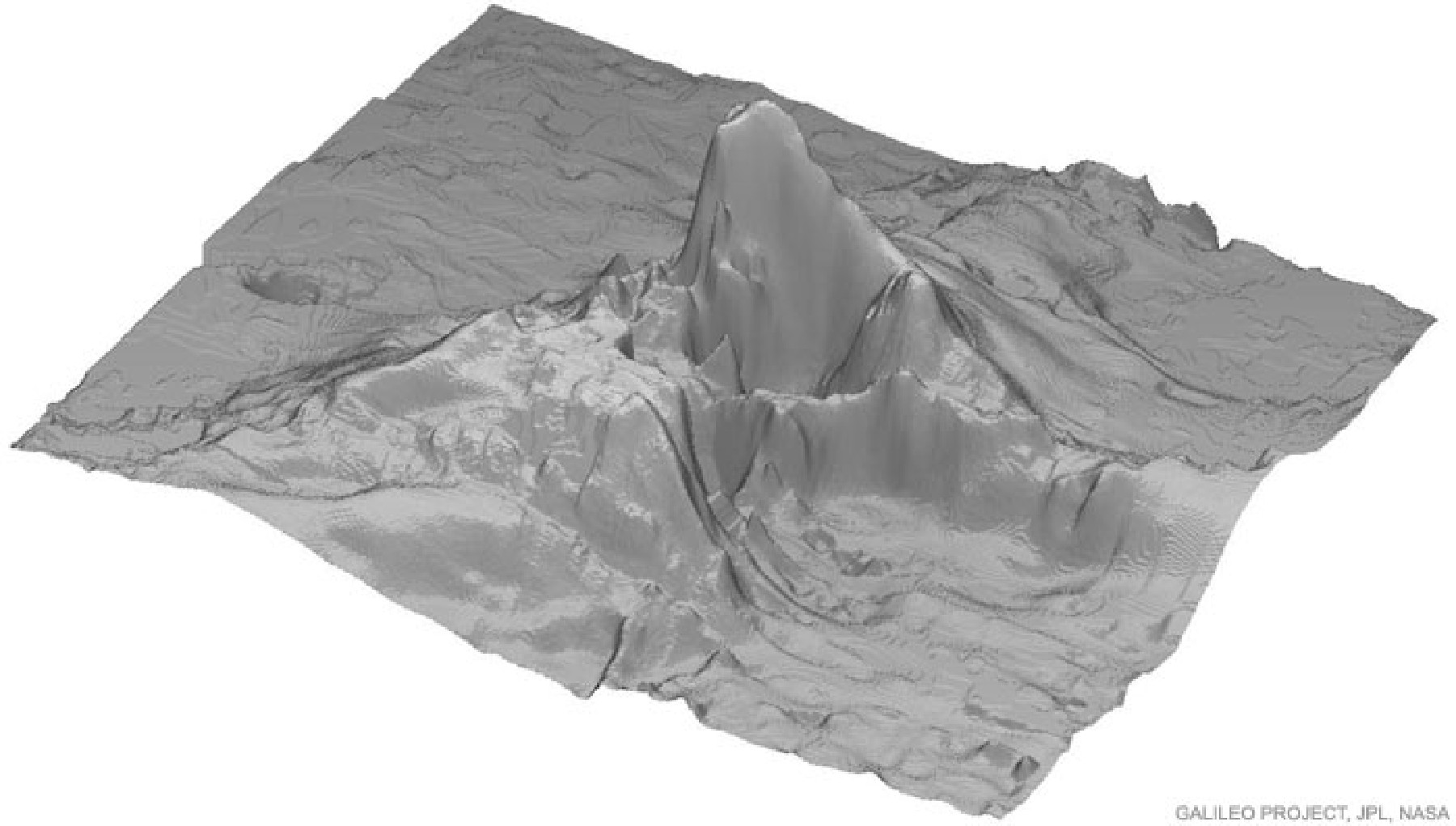
Топография горы Тохиль, сделанная КА «Галилео».

Тохиль имеет высоту в 8.8 км, а если считать от подножия — 9.4 км, диаметр 433 км, и занимает площадь в 43129 км². Расположена в области Куланн-Тохиль (лат. Culann–Tohil) внешнего полушария Ио.
Тохиль — одна из самых геологически сложных гор в Солнечной системе: у неё есть признаки формирования из других гор через как тектонические, так и эрозионные процессы, в сочетании с вулканической активностью.